# La caída de los titanes
La caída de los titanes (también Titanomaquia o La caída de Lucifer) es un cuadro del pintor Cornelis van Haarlem, pintado en torno a 1588, y comprada por el rey danés Christian IV, que se encuentra en la Galería Nacional de Dinamarca de Copenhague.
Van Haarlem representa el desenlace de la Titanomaquia, la guerra de Zeus y sus aliados los Hecatónquiros y los Cíclopes contra su padre Crono y sus hermanos los Titanes. La Teogonía de Hesiodo es la fuente principal de este mito, poco representado en la Antigüedad.
En una guerra de seis o diez años, según las diferentes versiones, Zeus y los dioses olímpicos vencen y arrojan al Tártaro a los derrotados Crono y los titanes, despojados eternamente del poder.
El tema es algo más representado a partir de la Edad Moderna, como por ejemplo en las pinturas homónimas de Rubens o Joachim Wtewael, La derrota de los Titanes de Jacob Jordaens y en una escultura de  François Dumont: Titán golpeado.

## Véase también

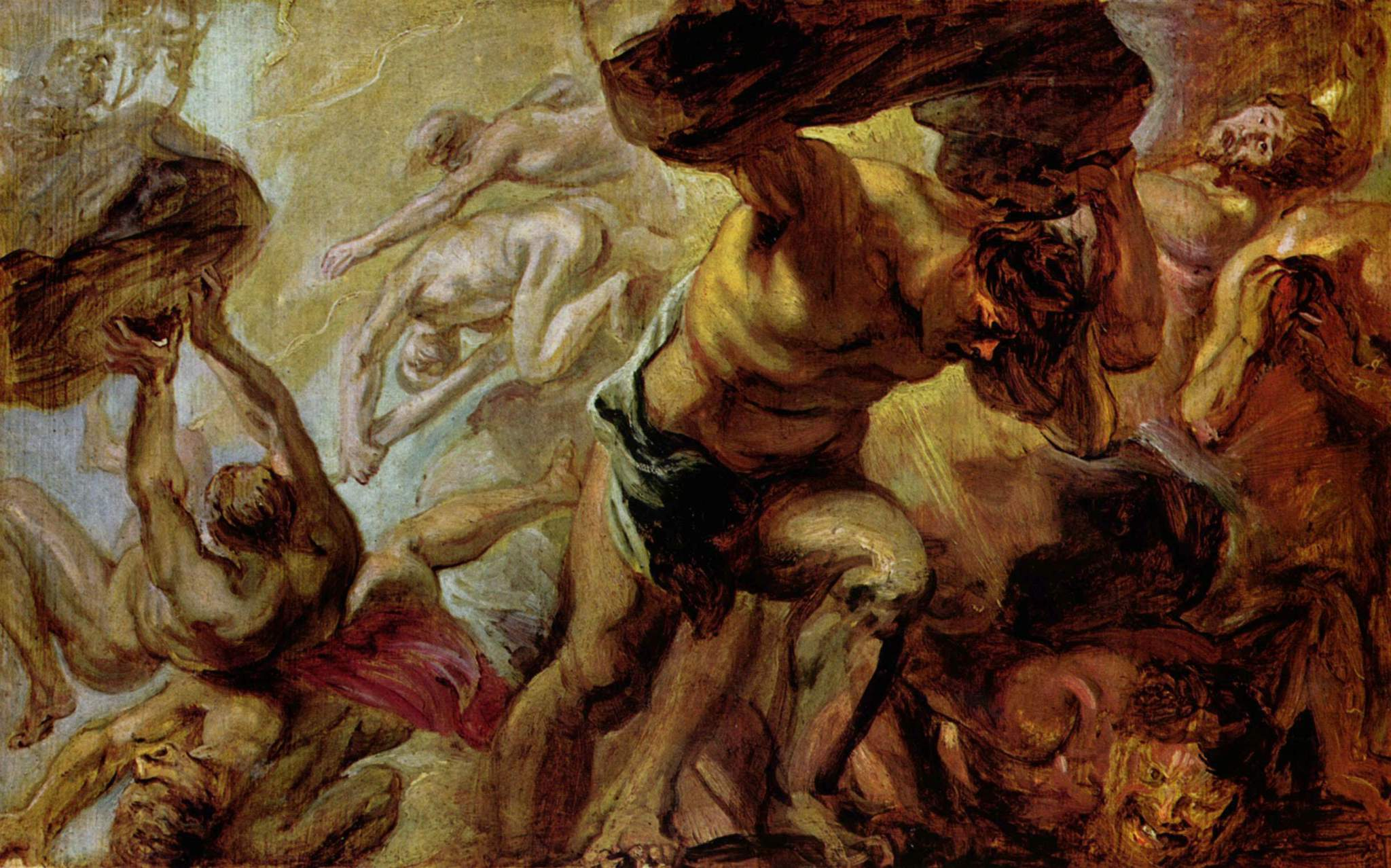
La caída de los Titanes, 1637, Peter Paul Rubens, Museos Reales de Bellas Artes de Bélgica.